# Marburger Lahntallauf

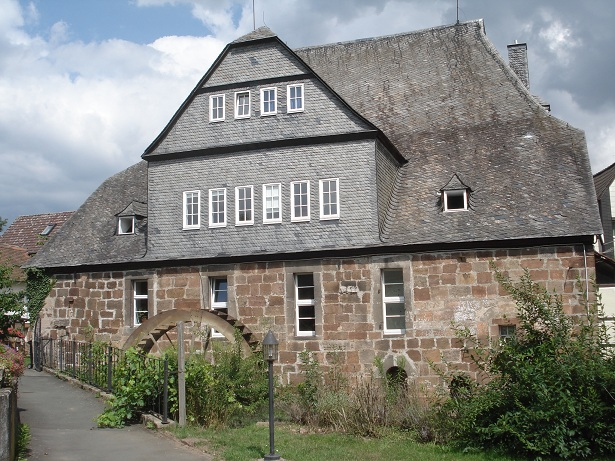
Steinmühle in Marburg-Cappel

Der Marburger Lahntallauf ist ein jährlich ausgetragener Ultramarathon entlang der Lahn und durch das Cappeler Feld, der bereits mehrmals Austragungsort der Deutschen Meisterschaften 50 km Straße war.

## Geschichte

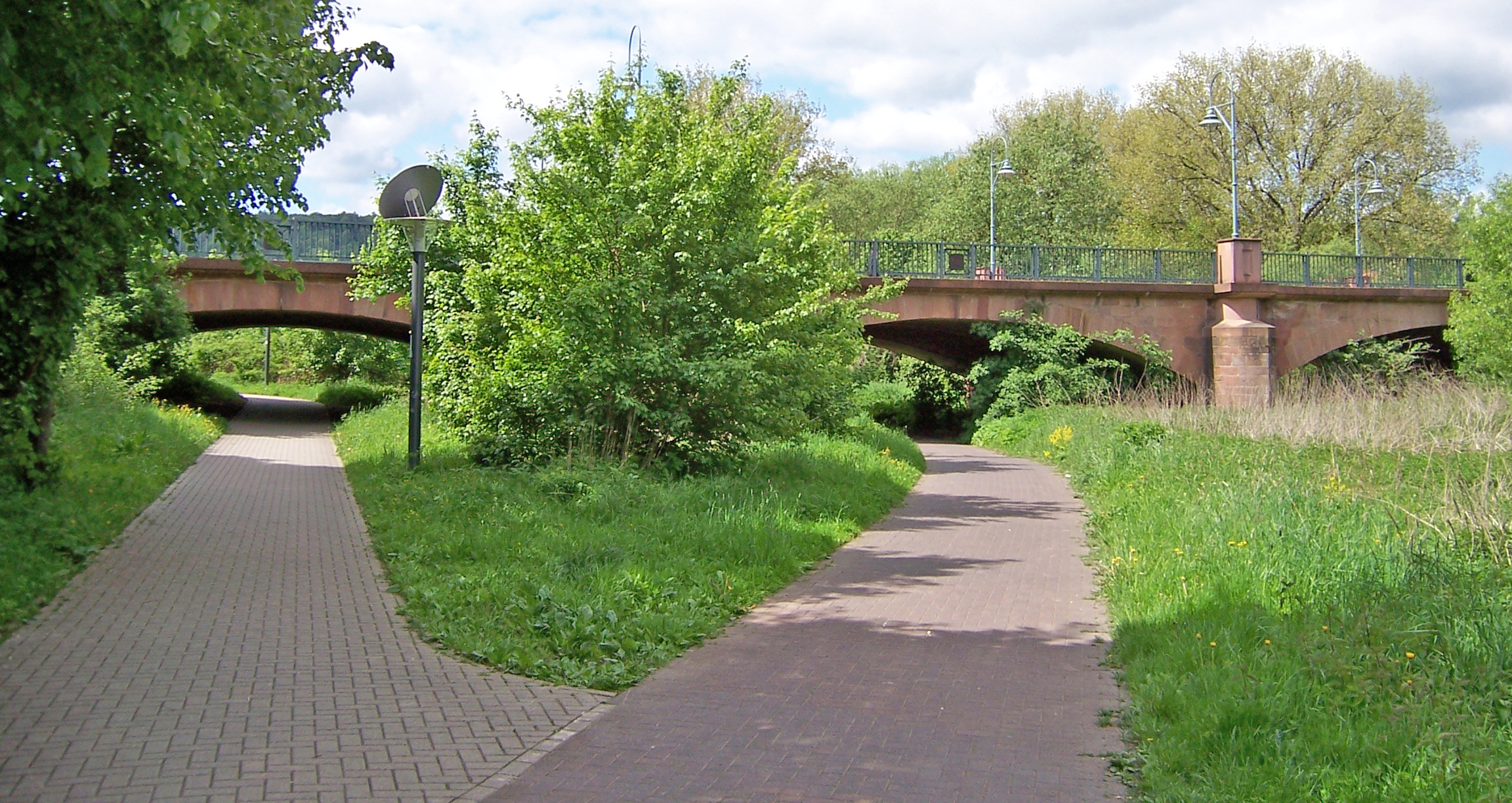
Schützenpfuhlbrücke, unweit des Start-Ziel Bereiches

Der Marburger Lahntallauf wurde erstmals im Jahr 1993 ausgetragen. Bis 2009 fungierte die Veranstaltung unter dem Titel Rund um die Steinmühle. In den Jahren 1996, 2001, 2005, 2008, 2011 und 2015 waren die Deutschen Meisterschaften über 50 km in den Marburger Lahntallauf integriert, wodurch auch mehrere bekannte Spitzensportler auf dem 10 km langen Rundkurs an den Start gingen.

## Streckenverlauf

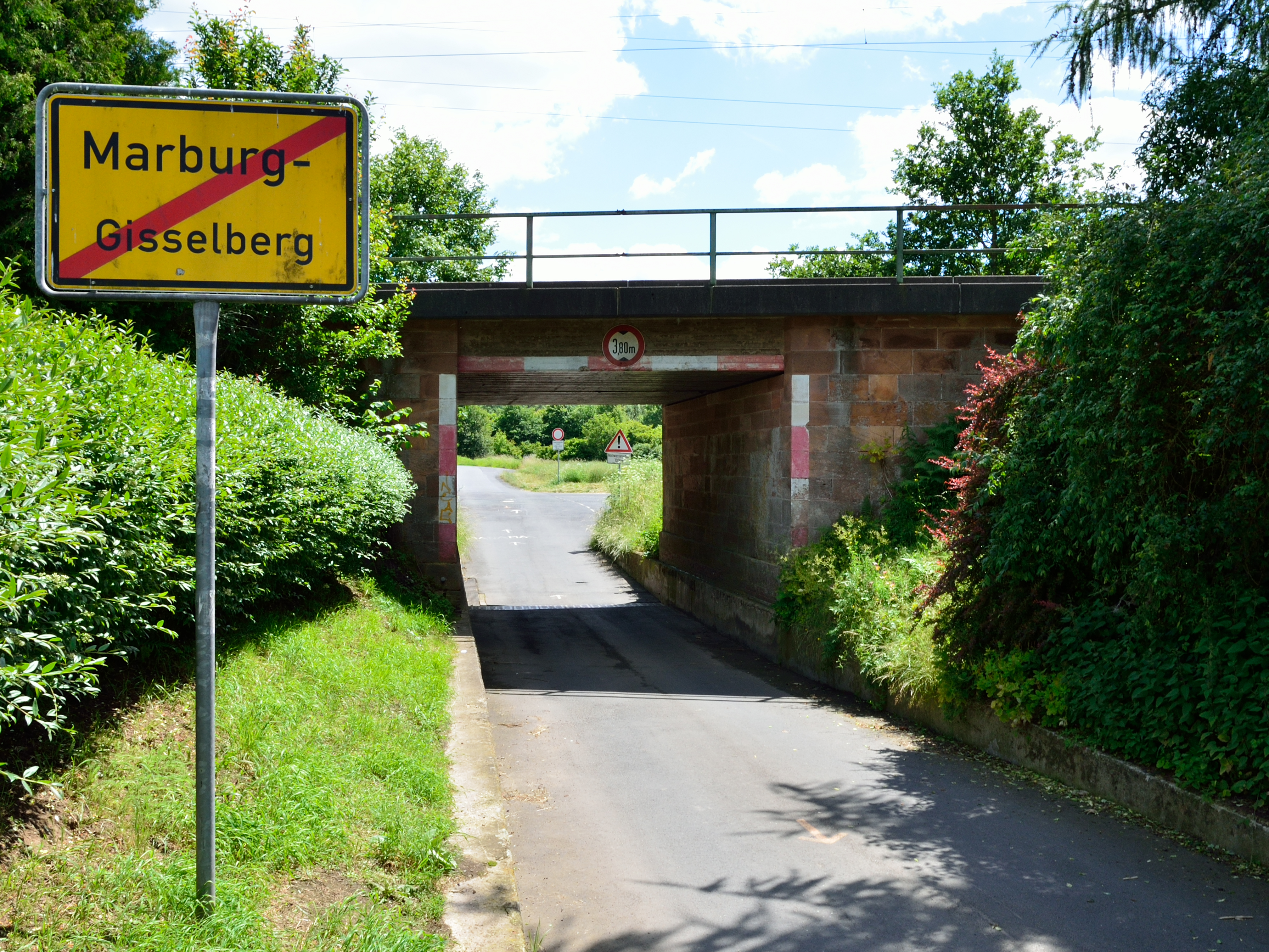
Eisenbahnunterführung „Große Wiese“ bei Gisselberg

Vom Start an den Lahnwiesen (höhe Südbahnhof) folgt die Strecke dem Lahntalradweg bis westlich von Cappel. Nach Unterquerung der Bundesstraße 3 folgt eine kleinere Schleife über das örtliche Industriegebiet, entlang der Umgehungsstraße und vorbei am Landschulheim Steinmühle. Entlang der Bundesstraße 3 wird die Lahn überquert und Gisselberg erreicht. Der Rückweg flussaufwärts erfolgt auf einem separaten straßenbegleitenden Radweg entlang der Gisselberger Straße (Kreisstraße 42), bevor über die Schützenpfuhlbrücke wieder der Start-/Ziel-Bereich in den Lahnwiesen erreicht wird. Um auf die für Halbmarathon und Marathon benötigte Länge zu kommen, wird jeweils auf der letzten Runde zusätzlich eine kurze Wendepunktstrecke im Bereich Konrad-Adenauer-Brücke gelaufen. Das Wettkampfzentrum des Lahntallaufes befindet sich im Georg-Gaßmann-Stadion.

## Statistik

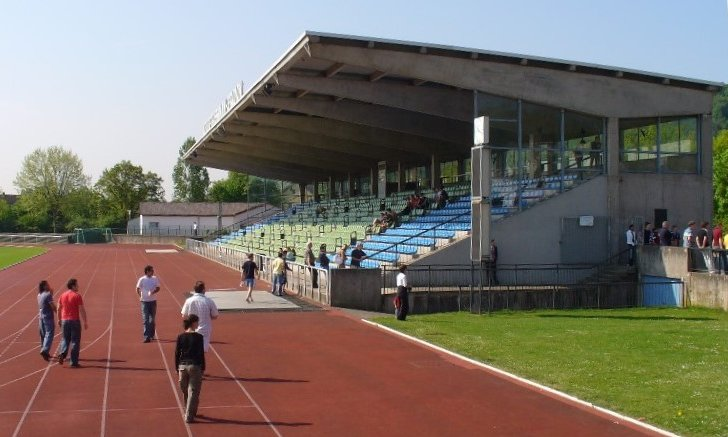
Georg-Gaßmann-Stadion Marburg

### Streckenrekorde
50 km
- Männer: 2:52:26 h, Peter Seifert, 2011
- Frauen: 3:31:22 h, Sybille Möllensiep, 1996

Marathon
- Männer: 2:33:28 h, Marian Bunte, 2018
- Frauen: 3:06:33 h, Celia Kuch, 2012

30 km
- Männer: 1:42:28 h, Florian Neuschwander, 2016
- Frauen: 2:08:36 h, Franziska Rachowski, 2016

Halbmarathon
- Männer: 1:09:11 h, Alexander Hirschhäuser, 2023
- Frauen: 1:24:27 h, Stephanie Weiß, 2023

10 km
- Männer: 32:06 min, Lorenz Rau, 2023
- Frauen: 35:30 min, Nina Voelckel, 2023

### Siegerlisten
Quellen: Website des Veranstalters, DUV

#### 50 km
| Datum           | Männer                | Zeit    | Frauen                       | Zeit    |
| --------------- | --------------------- | ------- | ---------------------------- | ------- |
| 4. März 2023    | Daniel Greiner        | 3:19:02 | Doro Rogosch                 | 3:59:18 |
| 29. Feb. 2020   | Benedikt Hoffmann -2- | 2:58:08 | Natascha Bischoff            | 4:04:54 |
| 2. März 2019    | Christoph Lux         | 3:25:30 | Susanne Gölz                 | 3:43:31 |
| 3. März 2018    | Dirk Thomas           | 3:50:32 | Ulrike Greif                 | 4:29:01 |
| 4. März 2017    | Benedikt Hoffmann     | 2:54:12 | Laureen Adriana Picado Maagh | 4:05:28 |
| 27. Feb. 2016   | Kay-Uwe Müller        | 3:13:25 | Branka Hajek                 | 3:46:08 |
| 28. Feb. 2015 * | Niels Bubel           | 2:55:16 | Nele Alder-Baerens           | 3:37:23 |
| 2. März 2014    | Moritz Kufferath      | 3:19:25 | Sabine Schmitt               | 3:51:49 |
| 3. März 2013    | Benedikt Strätling    | 3:24:34 | Susanne Harz                 | 4:07:25 |
| 3. März 2012    | Jürgen Kiebler        | 3:23:18 | Melanie Straß                | 4:09:03 |
| 5. März 2011 *  | Peter Seifert         | 2:52:26 | Veronika Ulrich              | 3:42:32 |
| 28. Feb. 2010   | Frank Zimmer          | 3:20:43 | Constance Türk               | 3:45:45 |
| 7. März 2009    | Matthew Lynas         | 3:11:13 | Carmen Hildebrand -2-        | 4:07:30 |
| 8. März 2008 *  | Johannes Haßlinger    | 3:14:56 | Dorothea Frey                | 3:43:19 |
| 31. März 2007   | Kai-Uwe Bodenstein    | 3:27:13 | Simone Stöppler              | 4:08:12 |
| 8. Apr. 2006    | Frank Stephan         | 3:23:24 | Carmen Hildebrand            | 3:58:36 |
| 9. Apr. 2005 *  | Michael Sommer        | 3:08:40 | Verena Walter                | 3:59:26 |
| 1. Apr. 2001 *  | Ulrich Grallath       | 3:07:24 | Nicole Kresse                | 3:37:07 |
| 10. März 1996 * | Rainer Müller         | 2:58:07 | Sybille Möllensiep           | 3:31:22 |

#### Marathon
| Datum         | Männer             | Zeit    | Frauen            | Zeit    |
| ------------- | ------------------ | ------- | ----------------- | ------- |
| 4. März 2023  | Maximilian Langer  | 2:44:10 | Melanie Horn      | 3:44:21 |
| 29. Feb. 2020 | Robert Wilms       | 2:51:09 | Julia Jezek       | 3:11:58 |
| 2. März 2019  | Marian Bunte -3-   | 2:39:24 | Sylke Kuhn -2-    | 3:25:03 |
| 3. März 2018  | Marian Bunte -2-   | 2:33:28 | Eva Skalsky       | 3:29:10 |
| 4. März 2017  | Marian Bunte       | 2:34:24 | Sylke Kuhn        | 3:46:55 |
| 27. Feb. 2016 | Thorsten Herrig    | 2:50:29 | Petra Tamme       | 3:46:29 |
| 28. Feb. 2015 | Frank Hardenack    | 2:54:11 | Frederike Michel  | 3:31:52 |
| 2. März 2014  | Markus Mockenhaupt | 2:47:38 | Michaela Kirchner | 3:38:29 |
| 3. März 2013  | Udo Menn           | 3:05:09 | Natascha Bischoff | 3:27:38 |
| 3. März 2012  | Alex Orlob         | 2:59:36 | Celia Kuch        | 3:06:33 |

#### 30 km
Der 30-km-Lauf wurde 2016 erstmals ausgeschrieben. Bereits in den Jahren zuvor konnte bei dieser Distanz ausgestiegen werden.
| Datum         | Männer               | Zeit    | Frauen                  | Zeit    |
| ------------- | -------------------- | ------- | ----------------------- | ------- |
| 4. März 2023  | Aleksandr Sinitsyn   | 1:58:40 | Carina Salzmann         | 2:32:04 |
| 29. Feb. 2020 | Nils Bergmann        | 1:59:46 | Sabine Gundel -2-       | 2:21:10 |
| 2. März 2019  | Ludger Schröer       | 1:54:37 | Sabine Gundel           | 2:25:48 |
| 3. März 2018  | Daniel Schulz-Thomè  | 2:08:13 | Svenja Gliem            | 2:17:22 |
| 4. März 2017  | Jan Kaschura         | 1:45:48 | Franziska Rachowski -2- | 2:11:48 |
| 27. Feb. 2016 | Florian Neuschwander | 1:42:28 | Franziska Rachowski     | 2:08:36 |

#### Halbmarathon
| Datum         | Männer                     | Zeit    | Frauen                       | Zeit    |
| ------------- | -------------------------- | ------- | ---------------------------- | ------- |
| 4. März 2023  | Alexander Hirschhäuser     | 1:09:11 | Stephanie Weiß               | 1:24:27 |
| 29. Feb. 2020 | Marius Abele               | 1:12:01 | Svenja Gliem                 | 1:36:15 |
| 2. März 2019  | Markus Schraub -2-         | 1:18:04 | Jana Schütt                  | 1:33:58 |
| 3. März 2018  | Silvio Welkner             | 1:18:35 | Laureen Adriana Picado Maagh | 1:37:43 |
| 4. März 2017  | Lukas Huber                | 1:16:01 | Christine Ehrig              | 1:37:20 |
| 27. Feb. 2016 | Micha Thomas -2-           | 1:12:18 | Silke Altmann                | 1:38:07 |
| 28. Feb. 2015 | Micha Thomas               | 1:21:25 | Denise Hoffmann              | 1:28:36 |
| 2. März 2014  | David Bernardo-Sabanes -2- | 1:15:13 | Almuth Stötzel               | 1:30:42 |
| 3. März 2013  | David Bernardo-Sabanes     | 1:13:52 | Lea Bäuscher                 | 1:33:54 |
| 3. März 2012  | Markus Schraub             | 1:17:13 | Nadine Kießling              | 1:33:01 |

#### 10 km
| Datum         | Männer           | Zeit  | Frauen                | Zeit  |
| ------------- | ---------------- | ----- | --------------------- | ----- |
| 4. März 2023  | Lorenz Rau       | 32:06 | Nina Voelckel         | 35:30 |
| 29. Feb. 2020 | Tom Ring         | 32:22 | Lena Ritzel           | 37:10 |
| 2. März 2019  | Christian Oppel  | 33:14 | Tinka Uphoff          | 36:00 |
| 3. März 2018  | Kilian Schreiner | 33:32 | Elisa Köhler          | 44:23 |
| 4. März 2017  | Christoph Bentz  | 33:51 | Sarah Voelkel         | 44:22 |
| 27. Feb. 2016 | Pascal Friedhoff | 36:01 | Julia Galuschka -2-   | 36:15 |
| 28. Feb. 2015 | Henrik Stadler   | 35:07 | Franziska Espeter -2- | 38:26 |
| 2. März 2014  | Steffen Lang     | 33:17 | Mareike Bechtloff     | 36:45 |
| 3. März 2013  | Jamal Sanhaji    | 33:19 | Franziska Espeter     | 39:13 |
| 3. März 2012  | Matthias Berg    | 34:11 | Julia Galuschka       | 37:37 |